# Catàleg de Components d'Estrelles Dobles i Múltiples
El Catàleg de Components d'Estrelles Dobles i Múltiples (en anglès Catalog of Components of Double and Multiple Stars o CCDM és un catàleg d'estrelles astromètric d'estrelles dobles i múltiples. Fou creat per Jean Dommanget i Omer Nys del Reial Observatori de Bèlgica amb la finalitat de proporcionar un catàleg d'estrada per la missió Hipparcos. La primera edició publicada d'aquest catàleg, presentada el 1994, té 74.861 components de 34.031 estrelles dobles i múltiples; la segona edició, l'any 2002, fou augmentada en 105.838 components de 49.325 estrelles dobles i múltiples. El catàleg llista posició, magnitud aparent, tipus espectral, i moviment propi per cada component.